# EK Возничего
EK Возничего (лат. EK Aurigae) — двойная затменная переменная звезда типа Алголя (EA) в созвездии Возничего на расстоянии приблизительно 7750 световых лет (около 2376 парсеков) от Солнца. Видимая звёздная величина звезды — от +15,2m до +14,2m.

## Характеристики
Первый компонент — жёлтая звезда спектрального класса G. Радиус — около 4,07 солнечных, светимость — около 12,235 солнечных. Эффективная температура — около 5348 К.